# الزرائب (السياني)

تعديل مصدري - تعديل

الزرائب هي إحدى قرى عزلة العربيين بمديرية السياني التابعة لمحافظة إب، بلغ تعداد سكانها 1412 نسمة حسب تعداد اليمن لعام 2004.